# Nokia (město)
Nokia je město ve Finsku, které leží v provincii Pirkanmaa v západním Finsku. Ve městě bydlí necelých 30 000 lidí. Katastr města měří 347,8  km², z nichž 58,71 km² zabírá vodstvo. Na 1 km² tak zde v průměru žije asi 100 obyvatel.
Nokia je průmyslové město, jehož jméno se proslavilo po celém světě díky stejnojmenné firmě Nokia, která odtud pochází. V Nokii jsou známé lázně. Z Nokie je dobré silniční i železniční spojení do sousedního města Tampere.

## Historie

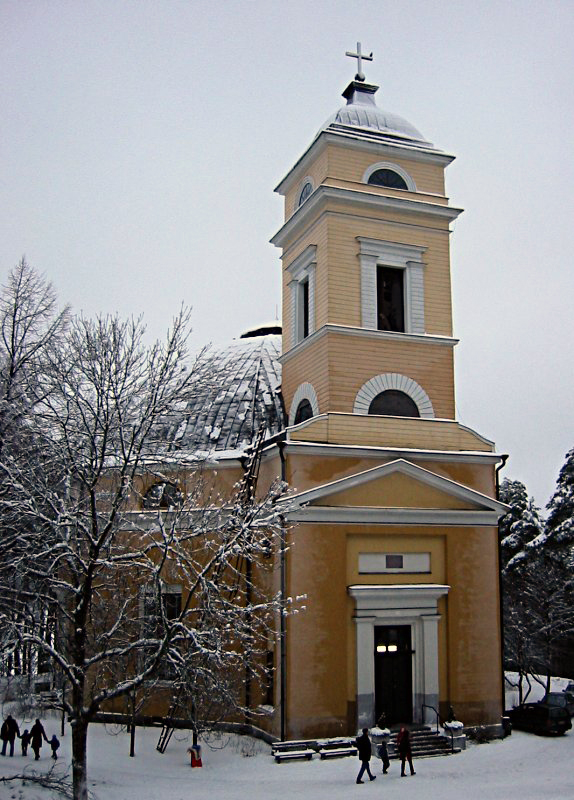
Kostel v Nokii

Název města pochází ze starofinského slova nois (množné číslo nokiit) pro sobola asijského. První písemná zmínka o Nokii pochází z roku 1505 a vztahuje se k nokijskému panství.
Nokia byla místem jedné z největších bitev takzvané války palic, povstání proti švédské šlechtě. Rolníci ozbrojení palicemi obsadili roku 1596 nokijské panství a odolávali i kavalérii, ale nakonec byli na počátku ledna 1597 poraženi Klausem Flemingem. Tisíce povstalců bylo zabito a jejich vůdce Jaakko Ilkka byl po několika týdnech chycen a popraven.
Ve finské občanské válce roku 1918 byla Nokia, podobně jako její soused Tampere, baštou komunistů a také se zde bojovalo.
Samostatná obec Nokia vznikla při rozdělení původní obce Pirkkala v roce 1922 na severní a jižní část. Severní Pirkkala se v roce 1938 přejmenovala na městys Nokia a Jižní Pirkkala se vrátila k původnímu společnému názvu.
V 70. letech 20. století se město několikrát rozrostlo, když se k němu přičlenily obce Suoniemi (1973) a Tottijärvi (1976). Městem se Nokia stala v roce 1977.
Dne 28. listopadu 2007 v místní čističce odpadních vod došlo k promíchání odpadní vody zbavené pevných částic a pitné vody. Důsledkem byla kontaminace rozvodu pitné vody pro 12 000 obyvatel, která způsobila epidemii s tisíci případy průjmu a zvracení zejména kvůli infekci norovirem a kampylobakterií (Viz Campylobacter.) V postižené části města bylo zcela zakázáno používání vody z vodovodu a pitná voda začala být distribuována z cisteren. Při vyšetřování se zjistilo, že někdo otevřel ventil na spojce mezi odpadní a pitnou vodou.

## Vesnice a části Nokie

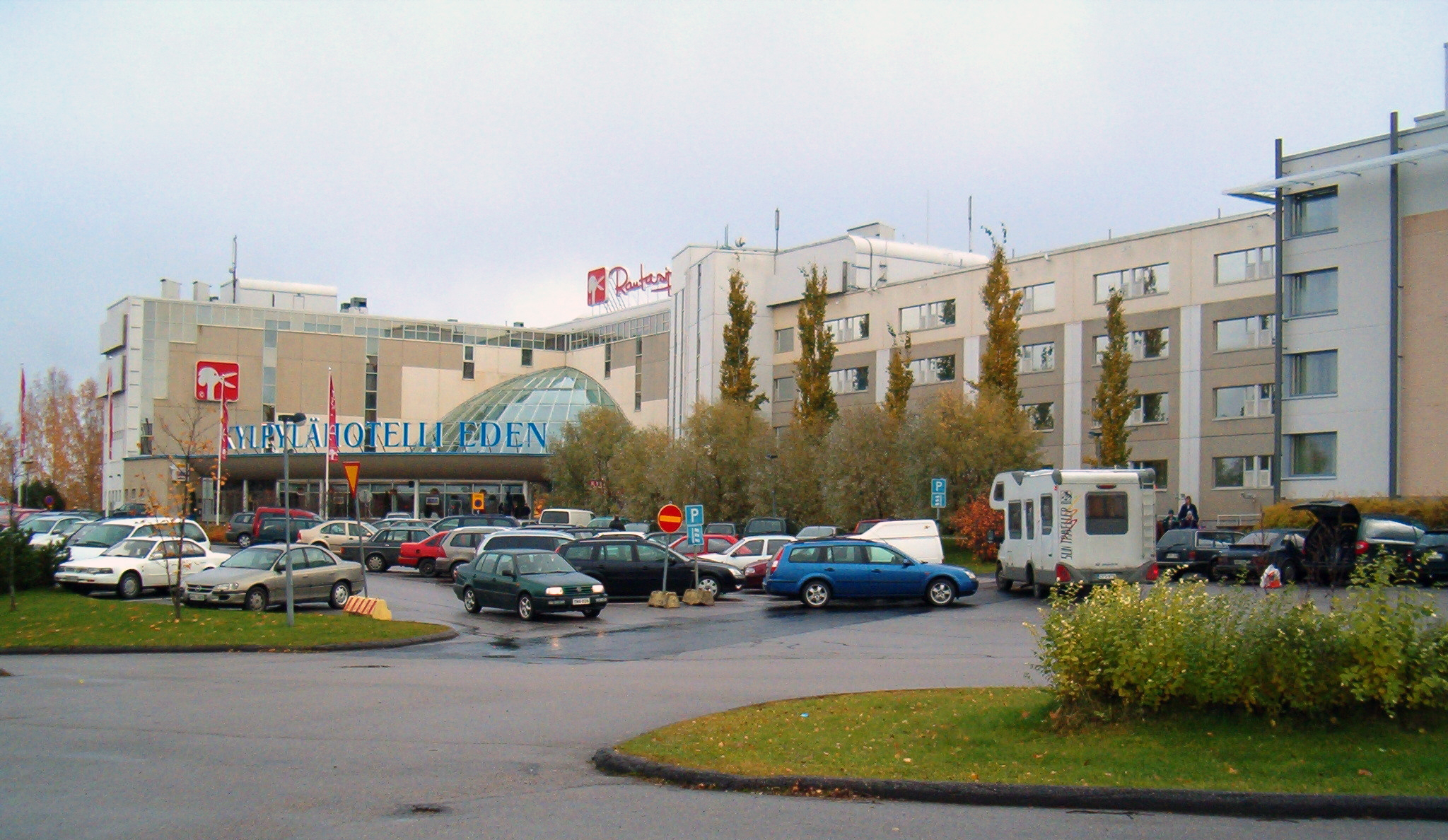
Lázeňský hotel Rantasipi Eden

- Pinsiö
- Sarkola
- Siuro
- Sorva
- Taivalkunta
- Tottijärvi

## Sport
Ve městě působí florbalový tým Nokian KrP hrající nejvyšší finskou soutěž.